# Bundeszentrale für politische Bildung
Bundeszentrale für politische Bildung (bpb; Förbundsrepublikens central för politisk upplysning) är en tysk federal myndighet med säte i Bonn, som lyder under tyska inrikesdepartementet. Myndighetens president är sedan juni 2000 Thomas Krüger.
Bpb har till uppgift att främja medborgarnas förståelse av politiska förhållanden, stärka det demokratiska medvetandet och öka beredskapen för politiskt deltagande. För detta ändamål driver man mediacentraler i Bonn och Berlin, ger ut publikationer, producerar filmer och datorspel samt arrangerar konferenser, seminarier och andra evenemang. Bpb lämnar också stöd till föreningar och organisationer, som arbetar för demokrati. Målen med verksamheten slås fast i "Münchener Manifest" från maj 1997 och en förordning från januari 2001. Budgeten utgjorde 26,7 miljoner euro (2003).
Några av de tyska delstaterna, åtminstone Baden-Württemberg och Nordrhein-Westfalen, har också egna "delstatscentraler för politisk upplysning" (Landeszentrale). Niedersachsen beslöt dock i december 2004 att upplösa sin delstatscentral.
Bpb grundades i Västtyskland 25 november 1952. Det ursprungliga namnet Bundeszentrale für Heimatdienst (inrikestjänsten) byttes 1963 till det nuvarande. Organisationens rötter går tillbaka på Weimarrepublikens Reichszentrale für Heimatdienst, grundad 1918 som Zentralstelle für Heimatdienst. Myndigheten tillkom när Västtyskland höll på att vinna självständighet från västmakternas ockupation efter andra världskriget. Men dess inledande uppgift var inte avnazifiering, utan kampen mot kommunismen. Också idag spelar arbetet mot totalitära ideologier en viktig roll, även om andra teman fått ökad uppmärksamhet, däribland klimatfrågan och fattigdomsbekämpning.

## Publikationer
- Informationen zur politischen Bildung (ISSN 0046-9408), kvartalstidskrift, hette före 1963 Staatsbürgerliche Informationen.
- Das Parlament : die Woche im Bundeshaus (ISSN 0031-2258), veckotidning som utgavs av Bpb 1952-2000. Utges sedan 2001 av tyska parlamentet.
- Aus Politik und Zeitgeschichte (APuZ, ISSN 0479-611X), veckotidskrift, bilaga till Das Parlament.
- drehscheibe : aus Lokalredaktionen, für Lokalredaktionen, månadsmagasin för journalister, inriktat på idéutbyte och fortbildning för lokalredaktioner, utkommer sedan 1981.
- fluter (ISSN 1433-2906), ungdomsmagasin, upplaga 200.000, utkommer sedan 2001.

Utöver dessa periodika ges en rad monografier ut, som kan beställas till starkt subventionerade priser.